# ادوارد برووکو
ادوارد برووکو (انگلیسی: Eduard Brovko; ۲۵ ژانویهٔ ۱۹۳۶ – ۱۹۹۸ (۶۱−۶۲ سال)) ورزشکار وزنه‌برداری اهل روسیه بود.
وی در مسابقات کشوری و بین‌المللی در مجموع برندهٔ ۱ مدال برنز شده‌است.